# Ӎ
La Ӎ, minuscolo ӎ, chiamata anche emme con cediglia, è una lettera dell'alfabeto cirillico. Viene usata solo nella versione cirillica modificata per la lingua sami di Kildin dove rappresenta una nasale bilabiale sorda [m̥].